# En snut på hugget
En snut på hugget (engelska: K-9) är en amerikansk actionkomedifilm från 1989 i regi av Rod Daniel. I huvudrollerna ses James Belushi och Mel Harris. Filmen har fått två uppföljare, En snut på hugget 2 (1999) och K-9: P.I. (2002).

## Handling
Belushi spelar en San Diego-polis med hett temperament, Michael Dooley. Till sin "hjälp" i utredandet av en droghärva får han en mycket originell och brutal narkotikahund vid namn Jerry Lee - en schäfer. Dooley märker rätt snart att Jerry Lee bara jobbar när han själv har lust med det och det är snarare hunden som styr sin husse än tvärtom.

## Tagline
Meet the two toughest cops in town. One's just a little smarter than the other.

## Rollista i urval
- James Belushi - Kriminalpolis Michael Dooley
- Mel Harris - Tracy
- Kevin Tighe - Lyman
- Ed O'Neill - K-9 Sgt. Brannigan
- James Handy - Lt. Byers
- Daniel Davis - Halstead
- Cotter Smith - Gilliam
- John Snyder - Freddie
- Pruitt Taylor Vince - Benny the Mule
- Sherman Howard - Dillon
- Jerry Lee spelades av flera hundar